# Szalai Ádám
Szalai Ádám Csaba (Budapest, 1987. december 9. –) magyar válogatott labdarúgó, aki posztját tekintve csatár. Gyerekként nevelő klubja a Kispest-Honvéd volt, de pályafutása nagy részét Németországban töltötte, ahová 2004-ben szerződött a VfB Stuttgart csapatához. Itt a második csapatban kapott lehetőséget és a stuttgarti évek után három szezont eltöltött a világhírű Real Madrid tartalékcsapatában, a Castillában.
2010-ben szerződött, először egy kölcsönszerződés keretében, a német élvonalban szereplő 1. FSV Mainz együtteséhez, amely a szezon végén megvásárolta őt a spanyol csapattól. Három és fél szezont töltött a klubnál, ez idő alatt 79 bajnoki mérkőzésen 21 alkalommal volt eredményes. A Bundesliga 2012–2013-as szezonjában 13 gólt szerzett, ezzel Détári Lajos és Miriuta László korábbi rekordját megdöntve a német élvonal leggólerősebb magyar labdarúgója lett, az egy szezonban lőtt találatok számát tekintve.
A 2013–2014-es szezont a Schalke 04 csapatánál töltötte, és bemutatkozhatott a Bajnokok Ligájában is. Az ezt követő években a TSG Hoffenheim labdarúgója volt egy féléves hannoveri kölcsönjátéktól eltekintve. A sinsheimi klub színeiben öt szezont töltött el, kereken 100 bajnoki mérkőzésen pályára lépve. A 2018–2019-es szezon folyamán a Bajnokok Ligájában szerepelt a csapattal és megszerezte 50. Bundesliga-találatát, valamint pályára lépett pályafutása 200. német élvonalbeli mérkőzésén is. 2019 nyarán visszatért korábbi csapatához, a Mainzhoz.
A magyar válogatottban 2009-ben mutatkozott be egy Izrael elleni 1–0-s vereség alkalmával. Egy időben saját döntésére nem volt a válogatott keret tagja, azonban Dárdai Pál kinevezésekor visszatért a nemzeti együttes keretébe. Részt vett a 2016-os és a 2021-es Európa-bajnokságon, előbbi tornán ő szerezte a nemzeti csapat első gólját, ami a magyar válogatott első gólja volt a kontinenstornák történetében Kű Lajos 1972-es találatát követően. Utóbbi tornán a német válogatott ellen talált be, ezzel ő lett az első magyar labdarúgó, aki egymást követő két Európa-bajnokságon is gólt tudott szerezni. 2018. szeptember 8-án a finnek elleni mérkőzésen volt először csapatkapitány. 2022. szeptember 21-én bejelentette, hogy visszavonul a válogatottságtól a Magyarország–Olaszország Nemzetek Ligája-mérkőzés után.
2023. június 19-én jelentette be, hogy visszavonul a profi labdarúgástól.

## Pályafutása

### Klubcsapatokban

#### Stuttgart
Szalai labdarúgó pályafutását szülővárosában, Budapesten kezdte a Budapest Honvédnél, majd egy évig az Újpest csapatában is játszott. 2004-ben Németországba tette át székhelyét két évre, hogy a VfB Stuttgart ifjúsági csapatánál folytathassa fejlődését. A 2006–2007-es szezonban a felnőttek között is bemutatkozott a Stuttgart B csapatával a német negyedosztályban.

#### Real Madrid Castilla
2007 augusztusában Szalai a Real Madrid tartalék csapatához, a Real Madrid Castillához került, ára megközelítőleg 500 000 euró volt. A második szezonjában a harmadosztályban – az egyetlen osztály, amelyben részt vett spanyolországi tartózkodása alatt – Szalai 37 meccsen 16 gólt szerzett, ám csapata csak a 6. helyen végzett, lemaradva így a feljutási küzdelmekről.

#### Mainz
2010. január 9-én a Real Madrid júniusig kölcsönadta a német 1. FSV Mainz csapatának. Hét nappal később be is mutatkozott a Bundesligában. A 63. percben lépett pályára csereként, a Bayer Leverkusen elleni 4–2-es idegenbeli vereség alkalmával.
Első gólját a Borussia Dortmund felett aratott 1–0-s győzelem alkalmával szerezte, 2010. április 10-én. Második találatát a Bayern München ellen lőtte egy idegenbeli 2–1-es siker során, szeptember 25-én. A felső sarokba továbbított erős lövés a mainziak hatodik egymás utáni győzelmét jelentette, a sorozat végül hét meccsre nyúlott. 2011. január 14-én Szalai térdsérülést – keresztszalag-szakadást – szenvedett a Kaiserslautern elleni mérkőzés során, így a bajnokság végéig a partvonalon túlra kényszerült. Az idényben 20 mérkőzésen négy gólig jutott.
2012. január 22-én felépült sérüléséből és visszatért a csapatba egy Leverkusen elleni, idegenbeli 3–2-es vereség második félidejében. Augusztus 1-jén 2015 júniusáig meghosszabbította szerződését, majd első mesterhármasát is megszerezte a Hoffenheim elleni, hazai 3-0-s siker során.
2013. február 10-én tizenkettedszer is bevette az ellenfelek hálóját a 2012–2013-as Bundesliga küzdelmek során, ezzel a valaha volt legtöbb gólt szerző magyar játékos lett a Bundesligában egy szezon alatt. A korábbi rekordot együtt tartotta Détári Lajos és Miriuta László, akik 11 gólt szereztek az Eintracht Frankfurt színeiben 1988–1989-ben, illetve az Energie Cottbus játékosaként 2000–2001-ben.
2013. április 15-én a Skysports.com egy olyan cikket tett közzé Szalairól, amelyben Horst Heldt a német Schalke sportigazgatója azt állította, hogy a Schalke érdekelt Szalai leigazolásában, ám ahhoz először Bajnokok Ligájába történő kvalifikálás szükséges, hogy a pénzügyi alap is rendelkezésre álljon a nyári esetleges ügylethez. Heldt elmondása szerint Szalait remek játékosnak tartja, és valóban azok egyike, akit saját csapatában szeretne látni. 2013. június 22-én a British Sportmole megjelentette, hogy a magyar játékos beszámolók szerint valóban közel áll a klubváltáshoz.

#### Schalke
2013. június 27-én írt alá négyéves szerződést a Schalkéval. Német Kupa mérkőzésen mutatkozott be elsőként az FC Nöttingen ellen. Először ligamérkőzésen a Hamburger SV ellen debütált, góllal és mindjárt pontszerző találatot szerzett, hiszen 2-3-as állásnál ő egyenlített ki.
Szalai a Bajnokok Ligája csoportkörében is szerepelt, a selejtező play-off körében pedig kulcsszerepe volt abban, hogy csapata túljutott a görög PAÓK csapatán. Egy szezont töltött a gelsenkircheni csapatnál, 28 bajnoki mérkőzésen hétszer volt eredményes. A szezon végén több német élvonalbeli klubcsapat is érdeklődött szerződtetése felől.

#### Hoffenheim

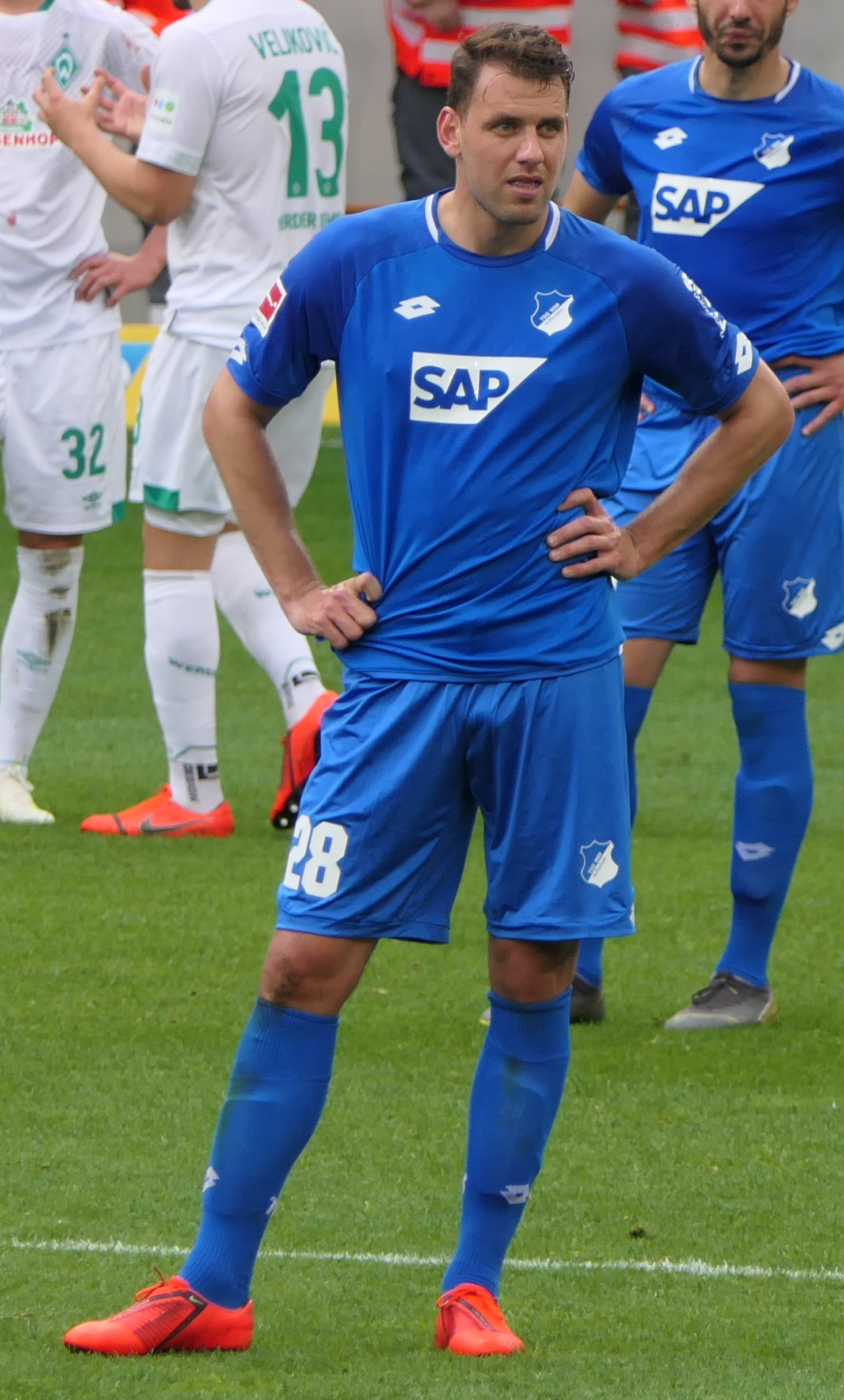
Szalai a Hoffenheimben, 2019

2014. július 4-én a német élvonalbeli labdarúgó-bajnokságban szereplő TSG 1899 Hoffenheim hivatalosan is bejelentette, hogy Szalai 2018-ig aláírt a csapathoz. Az Augsburg ellen mutatkozott be új csapatában és ő szerezte az első gólt, a Hoffenheim pedig 2-0-ra győzött. A Bundesliga hivatalos honlapján a játéknap legjobb játékosának választották.
2014. november 22-én Szalait pályafutása során először állították ki a Bayern München elleni idegenbeli bajnokin az Allianz Arénában. A Német labdarúgó-szövetség két mérkőzésről tiltotta el. December 12-én Anthony Modeste cseréjeként pályára lépve egyenlítő gólt szerzett az Eintracht Frankfurt ellen, majd a győztes gól előtt ő adta a passzt Roberto Firminónak. 2015 őszén mindössze négyszer lépett csereként pályára a csapatban, a tabella végére csúszó együttesnél pedig lemondtak a szerepeltetéséről, majd kölcsönadták a kiesés ellen harcoló Hannovernek, ahová 2016. január 3-án írt alá fél éves szerződést, amelynek értelmében a Hannovernek opciós joga lett volna nyáron megvenni Szalai játékjogát a Hoffenheimtől. Fél idény alatt tizenkét bajnokin lépett pályára a Hannoverben. 2016 decemberében érdeklődött iránta a török élvonalban szereplő Trabzonspor és Beşiktaş is. 2017. február 4-én csereként beállva két gólt lőtt volt csapatának, a Mainznak. Ezt követően a Kicker beválasztotta a forduló álomcsapatába. A bajnokság 23. fordulójában két gólt szerzett az Ingolstadt elleni mérkőzésen, amelyet a Hoffenheim 5–2-re nyert meg. A Kicker ezt követően is beválasztotta a forduló álomcsapatába. Április 4-én a Hoffenheim hazai pályán 1–0-ra legyőzte a Bayern Münchent, Szalai a 62. percben állt be csereként. A bajnokság 29. fordulójában a Borussia Mönchengladbach ellen újra két gólt szerzett a magyar támadó, csapata 5–3-ra győzött. A sinsheimi csapat a szezon végén története során először kiharcolta a Bajnokok Ligája indulás jogát.
2017 júliusában két évvel, 2019 nyaráig meghosszabbította szerződését a Hoffenheimmel. 22 bajnokin nyolcszor volt eredményes a szezon során, a nyári átigazolási szezonban az angol élvonalba feljutó Huddersfield Town érdeklődött iránta.
2017 nyarán a Liverpool magabiztos teljesítményt nyújtva kiejtette a Hoffenheimet a Bajnokok Ligája selejtezőjének play-off körében, Szalai az Anfield Roadon az 56. percben állt be csereként. Ezt követően sérülés miatt hosszabb időre kiesett a játékból, 2017 novemberében szerepelhetett újból tétmérkőzésen. A Braga elleni Európa-liga-csoportmérkőzésen a 97. percben kiállították. 2018 januárjában, a bajnokság 18. fordulójában szerezte első gólját a szezonban. 2018. február 10-én újból duplázott egykori csapata, a Mainz ellen. Összesen 18 bajnokin kapott lehetőséget a szezonban és öt gólt szerzett. Az utolsó fordulóban betalált a Borussia Dortmund ellen, csapata 3–1-re győzött és 3. helyével kiharcolta, hogy selejtező nélkül, egyből a Bajnokok Ligája főtábláján szerepelhessen.
A 2018–2019-es szezon első fordulójában a Hoffenheim kikapott 3–1-re a Bayern Münchentől, a szépítő gólt Szalai szerezte. A második fordulóban duplázott a Freiburg ellen, csapata 3–1-re nyert. Szeptember 19-én a kezdőcsapatban kapott helyet a Sahtar Doneck elleni idegenbeli Bajnokok Ligája csoportmérkőzésen. Október 31-én a Hoffenheim az RB Leipzig ellen esett ki a Német Kupából, Szalai kezdőként lépett pályára a mérkőzésen. Október 27-én, a Sahtar elleni BL-csoportmérkőzésen kiállították, a Hoffenheim nem jutott tovább a csoportjából. December 1-jén 200. Bundesliga-mérkőzésén lépett pályára a Schalke ellen. A téli átigazolási időszakban a török Galatasaray szerződtette volna, azonban visszautasította az ajánlatot. 2019 márciusában, az Eintracht Frankfurt elleni bajnokin sarokkal adott gólpasszt Joelintonnak.
2019. április 20-án megszerezte pályafutása 50. Bundesliga-gólját a Schalke ellen 5–2-re megnyert bajnokin. A következő fordulóban újból eredményes volt a Wolfsburg ellen. 2019 júliusában szerződése automatikusan meghosszabbodott a klubnál egy évvel, a benne foglalt opció miatt. Még ugyanebben a hónapban köszöntötte klubja abból az alkalomból, hogy elérte a 100. Bundesliga-mérkőzését a klub színeiben. 2019 nyarán biztossá vált, hogy elhagyja a Hoffenheimet. Több német klub és a Besiktas, valamint a Feyenoord érdeklődéséről lehetett hallani az átigazolásával kapcsolatban.

#### Visszatérés a Mainzhoz
2019. augusztus 27-én visszatért első Bundesliga-csapatához, a Mainzhoz, ahova 2021 nyaráig írt alá. Augusztus 31-én, a Bayern München elleni bajnokin lépett pályára először régi-új csapatában. Október 26-án a Köln ellen 3–1-re megnyert mérkőzésen gólpasszt adott a bajnokság 9. fordulójában.
A 2020–21-es szezon kezdte után nem sokkal a klub bejelentette, hogy nem tartanak igényt a játékára, mivel elmondásuk szerint Szalai nem szerepel a gárda jövőbeli "szakmai terveiben". A magyar játékos 24 bajnokin egy gólt szerzett a Bundesliga 2019–2020-as kiírásában.
Az esetet követően Szalai és jogi képviselője a mainzi munkaügyi bírósághoz fordult, miután a játékos kijelentette, hogy nem kíván más csapathoz igazolni. 2020. október 5-én Rouven Schröder, a Mainz sportigazgatója egy nyilatkozatában kijelentette, hogy a hónap elején esedékes válogatott szünetet követően a csatár visszakerül az első csapat keretéhez. December 23-án, a Német Kupában kapott legközelebb játéklehetőséget, a VfL Bochum elleni találkozón, ahol a tizenegyespárbajban több csapattáráshoz hasonlóan kihagyta saját kísérletét, a Mainz pedig búcsúzott a további küzdelmektől.
A Bundesliga 30. fordulójában győztes gólt szerzett a Werder Bremen elleni idegenbeli bajnokin, ezzel 16 hónap elteltével újból eredményes tudott lenni a német élvonalban. A szezon során 18 bajnokin jutott játéklehetőséghez. 2021 júniusában újabb egy évre meghosszabbította szerződését a Mainz-cal.
A 2021–22-es szezon 3. fordulójában, Fürth ellen szerezte idénybeli első gólját. Az 5. fordulójában sérülés miatt kellett lecserélni a Freiburg elleni bajnokin, majd a Mainz sajtóközleményben tudatta, hogy térdsérülés miatt műtét vár rá. Egy hónapos kihagyást követően a bajnokság 9. fordulójában lépett újból pályára, az Augsburg ellen 4–1-re megnyert hazai bajnokin, csereként a 82. percben. Négy nap múlva a Német Kupában a 73. percben csereként beállva gólpasszt adott Marcus Ingvartsennek, a Mainz pedig hosszabbítás után legyőzte az Arminia Bielefeldet.

#### FC Basel
2022. február 16-án szerződtette a svájci együttes, ahová 2023 nyaráig írt alá. 2022. február 19-én a Lausanne elleni bajnoki mérkőzésén a szünetben állt be, a 65. percben pedig gólt fejelt. 2022. március 20-án a Grasshoppers elleni 4–2-re megnyert mérkőzésen 2 gólt szerzett. 2022. július 21-én a labdarúgó Európa-konferencialiga 2. selejtezőkörében az északír Crusaders FC ellen 2–0-ra megnyert mérkőzésén sarokkal szerzett gólt.
Az FC Basel 1893-tól közös megegyezéssel távozott 2023. január 29-én.
2023. június 19-én, a magyar válogatott sajtótájékoztatóján bejelentette visszavonulását.

### A válogatottban
Szalai 2009. február 11-én az Izrael elleni barátságos mérkőzésen debütált a nemzeti csapatban. A 84. percben Szélesi Zoltán cseréjeként lépett pályára. 2010. október 8-án a San Marino elleni Eb-selejtező mérkőzésen lőtte első gólját a nemzeti csapatban, majd további két gólt szerezve mesterhármast ért el a 8–0-s győzelem alkalmával. A következő válogatott mérkőzésén Finnország ellen ismét eredményes volt.
2012. február 29-én egy sérülés miatti hosszabb, közel egyéves kihagyást követően lépett újra pályára a válogatottban, és góllal segítette döntetlenhez a csapatot Bulgária ellen a Győrben lejátszott felkészülési mérkőzésen.
Szeptember 7-én, az első világbajnoki selejtezőn Andorra ellen ő szerezte a magyar válogatott harmadik gólját az 5–0-ra megnyert mérkőzésen.
Október 16-án hazai pályán győzött a csapat Törökország ellen 3–1-re, Szalai ekkor a második találatot szerezte.
A telki sajtótájékoztató
2013 októberében, a 2014-es világbajnoki selejtezősorozat végén a holland válogatott súlyos, 8–1 arányú vereséget mért a magyar csapatra. A találkozó után Szalai sokáig emlékezetes módon nyers őszinteséggel tárta fel az újságíróknak, szerinte mi az, amiben a magyar labdarúgás eltér és elmarad a nemzetközi élvonaltól, illetve beszélt a hiányosságairól is. Ezt követően a közvélemény kereszttüzébe került, sokan kritizálták azért, amit a sajtótájékoztatón elmondott.
2013. november 13-án Pintér Attila, a Győri ETO vezetőedzője reagált Szalai szavaira, és kételkedett a játékos őszinteségében. A szakvezető azt állította, hogy a játékos az amszterdami vereség előtti interjúban azt mondta, nincs problémája a magyar szövetségi kapitány, Egervári Sándor felkészültségével, márpedig Szalai a Telkiben elmondottakban őt is kritikával illette, csakúgy, mint a magyar edzői kar felkészültségét, mindazok ellenére, hogy sohasem futballozott Magyarországon, így az ott uralkodó körülményeket nem is igazán ismerheti.
Magyarország legközelebb 2014. március 5-én lépett pályára ezt követően, Szalai pedig kimaradt a keretből. A Nemzeti Sportnak adott interjújában a játékos elmondta, hogy nem is volt lehetősége döntenie, hogy vállalja-e a szereplést, illetve nem szeretné kommentálni a fejleményeket.
Visszavonulás a válogatottól
2014. augusztus 28-án az újonnan kinevezett szövetségi kapitány, Pintér Attila kihirdette a válogatott keretét, amelynek Szalai nem volt a tagja. Szeptember 4-én a játékos saját hivatalos Facebook-profilján közzétett nyílt levelében úgy fogalmazott, hogy amíg Pintér a magyar válogatott szövetségi kapitánya, addig ő nem kívánja magára húzni a címeres mezt. Huszti Szabolcs 2007-es döntése után a második neves labdarúgó lett, aki így döntött a nemzeti csapattal kapcsolatban.
Dárdai Pál kinevezése, visszatérés a válogatottba
2014. szeptember 18-án ideiglenesen Dárdai Pált nevezték ki a szövetségi kapitányi posztra. Nyolc nappal később Szalai bejelentette, hogy visszatér a csapathoz, miután Dárdai egy interjúban úgy nyilatkozott, "vezető személyiségként" számít rá.
2014. október 11-én végigjátszotta a Románia elleni idegenbeli 1–1-es Európa-bajnoki selejtezőt, három nappal később pedig ő szerezte a mérkőzés egyetlen gólját a feröeriek ellen Tórshavnban. A magyar válogatott hosszú idő után kivívta, hogy egy világversenyen szerepelhessen. A Norvégia elleni győztes pótselejtezős párharc hazai visszavágója után egy budapesti bárban a magyar szurkolókkal együtt ünnepelt, és 200 pálinkát fizetett a jelenlévőknek. Másnap humoros hangvételű Facebook-posztban jegyezte meg, hogy nem emlékszik az ünneplés részleteire, sem pedig az ott elmondott beszédére.
Részt vett a 2016-os labdarúgó-Európa-bajnokságon. Az osztrákok elleni első csoportmérkőzésen (2-0) ő szerezte a magyar válogatott első gólját, amely 1972, Kű Lajos gólja óta az első magyar Eb-gól volt, Szalai pedig negyven tétmérkőzést követően szerzett ismét gólt, közvetlenül azt követően, hogy a magyar szurkolók Böde Dánielt követelték a pályára. A kontinenstornán a magyar válogatott mind a négy mérkőzésén szerepet kapott.
A 2016-os Európa-bajnokság után
Szalai a 2018-as világbajnoki selejtezők alatt is meghatározó tagja maradt a válogatottnak, amely nem jutott ki az oroszországi tornára. A 2018–2019-es UEFA Nemzetek Ligája-sorozat alatt, 2018. október 15-én 50. alkalommal lépett pályára a magyar válogatottban, amelynek Dzsudzsák Balázs távollétében csapatkapitánya is volt. Novemberben az észtek ellen megnyert találkozón fejjel szerezte meg a magyar csapat második gólját. A következő fordulóban, a finnek elleni hazai 2–0-s győzelem alkalmával újból eredményes volt.
A magyar válogatott a 2020-as Európa-bajnokság selejtezősorozatának első fordulójában két góllal kikapott a szlovákoktól, ezt követően pedig újabb éles kritikát fogalmazott meg a csapattársaival szemben. A következő fordulóban az ő góljának is köszönhetően Magyarország hazai pályán legyőzte a világbajnoki ezüstérmes Horvátországot.
Az új Puskás Stadion megnyitásának a napján, 2019. november 15-én Szalai szerezte az Uruguay ellen játszó magyar válogatott gólját.
2021. június 1-jén Marco Rossi szövetségi kapitány nevezte őt a magyar válogatott Európa-bajnokságra készülő 26 fős keretébe. A kontinenstornán ő volt a válogatott csapatkapitánya. A portugálok elleni első csoportmérkőzést végigjátszotta, a franciák ellen 1–1-es döntetlenre végződő második csoportmérkőzésen azonban a 26. percben le kellett cserélni, miután egy párharc közben ütést kapott a fejére. A németek elleni harmadik csoportmérkőzésen a 11. percben az ő fejesgóljával szerzett vezetést a magyar csapat, ezzel Szalai lett az első magyar labdarúgó, aki egymást követő két Európa-bajnokságon is gólt tudott szerezni. A találkozó másnapján a német Bild őt választotta a mérkőzés legjobbjának.
A 2022-es világbajnokság selejtezősorozatában az angolok elleni hazai mérkőzésen ünnepelte 75. pályára lépését a válogatottban. 2022. szeptember 21-én bejelentette, hogy visszavonul a válogatottságtól a Magyarország–Olaszország Nemzetek Ligája-mérkőzés után. 86 alkalommal volt válogatott és 26 gólt szerzett.

## Magánélete
Öccse, Szalai Vilmos szintén profi labdarúgó. Párja Kriszta Cserneva bolgár származású modell és színésznő, közös gyermekük, Szalai Efimia Anna 2022. augusztus 26-án született meg.
A sport mellett vállalkozó is, az Omega Laser Steeltec nevű fémmegmunkáló cég tulajdonosa.
Szalai a Játékidő Alapítvány létrehozója, több magyarországi karitatív tevékenység támogatója. Elsősorban beteg gyermekek támogatására szolgáló gyűjtésben, ajándékozásban vesz részt, vagy anyagilag támogatja a hátrányos helyzetűeket, rászorulókat.
2019 októberében ittas vezetésen érték Budapesten, miután elfogyasztott egy pohár bort. Tettéért utólag elnézést kért. Ugyanebben a hónapban jótékonysági célból aukcióra bocsátotta az Azerbajdzsán elleni Európa-bajnoki selejtezőn viselt válogatott mezét, amely árverés bevételét a gerincvelői izomsorvadással (SMA) diagnosztizált Hosszú Levente gyógykezelésére ajánlott fel.
2020-ban, a koronavírus-járvány idején 30 millió forintot adományozott kórházaknak, sürgősségi szolgálatoknak és gyermeksegély-szervezeteknek. 2021 augusztusában 8,5 millió forinttal támogatta egy agydaganattal küzdő négyéves kisfiú gyógykezelését.

## Sikerei, díjai

### Klubcsapatokban
Hoffenheim
- Bundesliga bronzérmes: 2018

 FC Basel
- Svájci labdarúgó-bajnokság ezüstérmes: 2021–22

### A válogatottban
Magyarország
- Európa-bajnokság nyolcaddöntős: 2016

### Egyéni
- Magyar Aranylabda: 2012

## Statisztika

### Klubcsapatokban
2022. szeptember 27-én frissítve.
| Klub                 | Szezon         | Bajnokság          | Bajnokság | Bajnokság | Kupa     | Kupa | Nemzetközi | Nemzetközi | Összesen | Összesen |
| Klub                 | Szezon         | Bajnokság          | Mérkőzés  | Gól       | Mérkőzés | Gól  | Mérkőzés   | Gól        | Mérkőzés | Gól      |
| -------------------- | -------------- | ------------------ | --------- | --------- | -------- | ---- | ---------- | ---------- | -------- | -------- |
| Stuttgart II         | 2006–07        | Regionalliga Süd   | 33        | 5         | —        | —    | —          | —          | 33       | 5        |
| Stuttgart II         |                |                    | 33        | 5         | —        | —    | —          | —          | 33       | 5        |
| Real Madrid Castilla | 2007–08        | Segunda División B | 21        | 4         | —        | —    | —          | —          | 21       | 4        |
| Real Madrid Castilla | 2008–09        | Segunda División B | 37        | 16        | —        | —    | —          | —          | 37       | 16       |
| Real Madrid Castilla | 2009–10        | Segunda División B | 13        | 3         | —        | —    | —          | —          | 13       | 3        |
| Real Madrid Castilla | Összesen       | Összesen           | 71        | 23        | —        | —    | —          | —          | 71       | 23       |
| Mainz                | 2009–10        | Bundesliga         | 15        | 1         | 0        | 0    | —          | —          | 15       | 1        |
| Mainz                | 2010–11        | Bundesliga         | 20        | 4         | 2        | 1    | —          | —          | 22       | 5        |
| Mainz                | 2011–12        | Bundesliga         | 15        | 3         | 0        | 0    | 0          | 0          | 15       | 3        |
| Mainz                | 2012–13        | Bundesliga         | 29        | 13        | 4        | 2    | —          | —          | 33       | 15       |
| Mainz                | Összesen       | Összesen           | 79        | 21        | 6        | 3    | —          | —          | 85       | 24       |
| Schalke              | 2013–14        | Bundesliga         | 28        | 7         | 3        | 0    | 9          | 2          | 40       | 9        |
| Schalke              | Összesen       | Összesen           | 28        | 7         | 3        | 0    | 9          | 2          | 40       | 9        |
| Hoffenheim           | 2014–15        | Bundesliga         | 26        | 4         | 1        | 1    | —          | —          | 27       | 5        |
| Hoffenheim           | 2015–16        | Bundesliga         | 4         | 0         | 1        | 0    | —          | —          | 5        | 0        |
| Hoffenheim           | 2016–17        | Bundesliga         | 22        | 8         | 1        | 0    | —          | —          | 23       | 8        |
| Hoffenheim           | 2017–18        | Bundesliga         | 18        | 5         | 0        | 0    | 2          | 0          | 20       | 5        |
| Hoffenheim           | 2018–19        | Bundesliga         | 30        | 6         | 2        | 0    | 5          | 0          | 37       | 6        |
| Hoffenheim           | 2019–20        | Bundesliga         | 0         | 0         | 1        | 0    | —          | —          | 1        | 0        |
| Hoffenheim           | Összesen       | Összesen           | 100       | 23        | 6        | 1    | 7          | 0          | 113      | 24       |
| Hannover             | 2015–16        | Bundesliga         | 12        | 0         | —        | —    | —          | —          | 12       | 0        |
| Hannover             | Összesen       | Összesen           | 12        | 0         | —        | —    | —          | —          | 12       | 0        |
| Mainz                | 2019–20        | Bundesliga         | 27        | 1         | —        | —    | —          | —          | 27       | 1        |
| Mainz                | 2020–21        | Bundesliga         | 18        | 1         | 2        | 1    | —          | —          | 20       | 2        |
| Mainz                | 2021–22        | Bundesliga         | 12        | 1         | 2        | 0    | —          | —          | 14       | 1        |
| Mainz                | Összesen       | Összesen           | 57        | 3         | 4        | 1    | 0          | 0          | 61       | 4        |
| Basel                | 2021–22        | Swiss Super League | 12        | 4         | 0        | 0    | —          | —          | 12       | 4        |
| Basel                | 2022–23        | Swiss Super League | 5         | 0         | 1        | 1    | 6          | 1          | 12       | 2        |
| Basel                | Összesen       | Összesen           | 17        | 4         | 1        | 1    | 6          | 1          | 24       | 6        |
| Teljes karrier       | Teljes karrier | Teljes karrier     | 405       | 86        | 20       | 7    | 22         | 3          | 446      | 96       |

### A válogatottban
| Magyarország | Magyarország | Magyarország |
| Év           | Mérkőzés     | Gól          |
| ------------ | ------------ | ------------ |
| 2009         | 1            | 0            |
| 2010         | 5            | 4            |
| 2011         | –            | –            |
| 2012         | 8            | 3            |
| 2013         | 5            | 0            |
| 2014         | 4            | 1            |
| 2015         | 6            | 0            |
| 2016         | 11           | 5            |
| 2017         | 2            | 1            |
| 2018         | 10           | 5            |
| 2019         | 9            | 2            |
| 2020         | 6            | 0            |
| 2021         | 11           | 4            |
| 2022         | 8            | 1            |
| Összesen     | 86           | 26           |

### Mérkőzései a válogatottban
| Magyarország | Magyarország         | Magyarország                              | Magyarország     | Magyarország | Magyarország     | Magyarország    | Magyarország | Magyarország    |
| #            | Dátum                | Helyszín                                  | Hazai            | Eredmény     | Vendég           | Kiírás          | Gólok        | Esemény         |
| ------------ | -------------------- | ----------------------------------------- | ---------------- | ------------ | ---------------- | --------------- | ------------ | --------------- |
| 1.           | 2009. február 11.    | Ramat Gan, Ramat Gan Stadion              | Izrael           | 1 – 0        | Magyarország     | barátságos      | -            | 84'             |
| 2.           | 2010. március 3.     | Győr, ETO Park                            | Magyarország     | 1 – 1        | Oroszország      | barátságos      | -            | 79'             |
| 3.           | 2010. szeptember 7.  | Budapest, Szusza Ferenc Stadion           | Magyarország     | 2 – 1        | Moldova          | Eb-selejtező    | -            | 46'             |
| 4.           | 2010. október 8.     | Budapest, Puskás Ferenc Stadion           | Magyarország     | 8 – 0        | San Marino       | Eb-selejtező    | 3            | 18' 27' 48' 64' |
| 5.           | 2010. október 12.    | Helsinki, Olimpiai Stadion                | Finnország       | 1 – 2        | Magyarország     | Eb-selejtező    | 1            | 50'             |
| 6.           | 2010. november 17.   | Székesfehérvár, Sóstói Stadion            | Magyarország     | 2 – 0        | Litvánia         | barátságos      | -            |                 |
| 7.           | 2012. február 29.    | Győr, ETO Park                            | Magyarország     | 1 – 1        | Bulgária         | barátságos      | 1            | 42' 43' 63'     |
| 8.           | 2012. június 1.      | Prága, Generali Arena                     | Csehország       | 1 – 2        | Magyarország     | barátságos      | -            | 89'             |
| 9.           | 2012. június 4.      | Budapest, Puskás Ferenc Stadion           | Magyarország     | 0 – 0        | Írország         | barátságos      | -            | 78'             |
| 10.          | 2012. augusztus 15.  | Budapest, Puskás Ferenc Stadion           | Magyarország     | 1 – 1        | Izrael           | barátságos      | -            | 86'             |
| 11.          | 2012. szeptember 7.  | Andorra la Vella, Estadi Comunal          | Andorra          | 0 – 5        | Magyarország     | vb-selejtező    | 1            | 54' 83'         |
| 12.          | 2012. október 12.    | Tallinn, A. Le Coq Aréna                  | Észtország       | 0 – 1        | Magyarország     | vb-selejtező    | -            | 37'             |
| 13.          | 2012. október 16.    | Budapest, Puskás Ferenc Stadion           | Magyarország     | 3 – 1        | Törökország      | vb-selejtező    | 1            | 49'             |
| 14.          | 2012. november 14.   | Budapest, Puskás Ferenc Stadion           | Magyarország     | 0 – 2        | Norvégia         | barátságos      | -            | 51' 70'         |
| 15.          | 2013. március 22.    | Budapest, Puskás Ferenc Stadion           | Magyarország     | 2 – 2        | Románia          | vb-selejtező    | -            |                 |
| 16.          | 2013. március 26.    | Isztambul, Şükrü Saracoğlu Stadion        | Törökország      | 1 – 1        | Magyarország     | vb-selejtező    | -            | 78'             |
| 17.          | 2013. augusztus 14.  | Budapest, Puskás Ferenc Stadion           | Magyarország     | 1 – 1        | Csehország       | barátságos      | -            | 89'             |
| 18.          | 2013. szeptember 6.  | Bukarest, Nemzeti Stadion                 | Románia          | 3 – 0        | Magyarország     | vb-selejtező    | -            |                 |
| 19.          | 2013. október 15.    | Budapest, Puskás Ferenc Stadion           | Magyarország     | 2 – 0        | Andorra          | vb-selejtező    | -            | 75'             |
| 20.          | 2014. október 11.    | Bukarest, Nemzeti Stadion                 | Románia          | 1 – 1        | Magyarország     | Eb-selejtező    | -            |                 |
| 21.          | 2014. október 14.    | Tórshavn, Tórsvøllur Stadion              | Feröer           | 0 – 1        | Magyarország     | Eb-selejtező    | 1            | 21' 84'         |
| 22.          | 2014. november 14.   | Budapest, Groupama Aréna                  | Magyarország     | 1 – 0        | Finnország       | Eb-selejtező    | -            | 63'             |
| 23.          | 2014. november 18.   | Budapest, Groupama Aréna                  | Magyarország     | 1 – 2        | Oroszország      | barátságos      | -            | a szünetben     |
| 24.          | 2015. március 29.    | Budapest, Groupama Aréna                  | Magyarország     | 0 – 0        | Görögország      | Eb-selejtező    | -            | 68'             |
| 25.          | 2015. június 5.      | Debrecen, Nagyerdei stadion               | Magyarország     | 4 – 0        | Litvánia         | barátságos      | -            | a szünetben     |
| 26.          | 2015. június 13.     | Helsinki, Olimpiai Stadion                | Finnország       | 0 – 1        | Magyarország     | Eb-selejtező    | -            | 77'             |
| 27.          | 2015. szeptember 4.  | Budapest, Groupama Aréna                  | Magyarország     | 0 – 0        | Románia          | Eb-selejtező    | -            | 62'             |
| 28.          | 2015. szeptember 7.  | Belfast, Windsor Park                     | Észak-Írország   | 1 – 1        | Magyarország     | Eb-selejtező    | -            | 68'             |
| 29.          | 2015. november 12.   | Oslo, Ullevaal Stadion                    | Norvégia         | 0 – 1        | Magyarország     | Eb-selejtező    | -            | 90+2'           |
| 30.          | 2016. március 26.    | Budapest, Groupama Aréna                  | Magyarország     | 1 – 1        | Horvátország     | barátságos      | -            | a szünetben     |
| 31.          | 2016. május 20.      | Budapest, Groupama Aréna                  | Magyarország     | 0 – 0        | Elefántcsontpart | barátságos      | -            | 79'             |
| 32.          | 2016. június 4.      | Gelsenkirchen, Veltins-Arena              | Németország      | 2 – 0        | Magyarország     | barátságos      | -            | 64'             |
| 33.          | 2016. június 14.     | Bordeaux, Stade Bordeaux-Atlantique (FRA) | Ausztria         | 0 – 2        | Magyarország     | Eb-csoportkör   | 1            | 62' 69'         |
| 34.          | 2016. június 18.     | Marseille, Stade Vélodrome (FRA)          | Izland           | 1 – 1        | Magyarország     | Eb-csoportkör   | -            | 85'             |
| 35.          | 2016. június 22.     | Lyon, Stade des Lumières (FRA)            | Magyarország     | 3 – 3        | Portugália       | Eb-csoportkör   | -            | 71'             |
| 36.          | 2016. június 26.     | Toulouse, Stadium de Toulouse (FRA)       | Magyarország     | 0 – 4        | Belgium          | Eb-nyolcaddöntő | -            | 90+2'           |
| 37.          | 2016. szeptember 6.  | Tórshavn, Tórsvøllur Stadion              | Feröer           | 0 – 0        | Magyarország     | vb-selejtező    | -            | 27'             |
| 38.          | 2016. október 7.     | Budapest, Groupama Aréna                  | Magyarország     | 2 – 3        | Svájc            | vb-selejtező    | 2            | 53' 71' 87'     |
| 39.          | 2016. október 10.    | Riga, Skonto stadion                      | Lettország       | 0 – 2        | Magyarország     | vb-selejtező    | 1            | 77'             |
| 40.          | 2016. november 13.   | Budapest, Groupama Aréna                  | Magyarország     | 4 – 0        | Andorra          | vb-selejtező    | 1            | 88'             |
| 41.          | 2017. március 25.    | Lisszabon, Estádio da Luz                 | Portugália       | 3 – 0        | Magyarország     | vb-selejtező    | -            |                 |
| 42.          | 2017. augusztus 31.  | Budapest, Groupama Aréna                  | Magyarország     | 3 – 1        | Lettország       | vb-selejtező    | 1            | 26' 57' 66'     |
| 43.          | 2018. március 23.    | Budapest, Groupama Aréna                  | Magyarország     | 2 – 3        | Kazahsztán       | barátságos      | 1            | 21'             |
| 44.          | 2018. március 27.    | Budapest, Groupama Aréna                  | Magyarország     | 0 – 1        | Skócia           | barátságos      | -            | 46' 77'         |
| 45.          | 2018. június 6.      | Breszt, Regionaler Sportkomplex Brest     | Fehéroroszország | 1 – 1        | Magyarország     | barátságos      | -            | 65'             |
| 46.          | 2018. június 9.      | Budapest, Groupama Aréna                  | Magyarország     | 1 – 2        | Ausztrália       | barátságos      | -            | 62'             |
| 47.          | 2018. szeptember 8.  | Tampere, Tampere Stadion                  | Finnország       | 1 – 0        | Magyarország     | Nemzetek Ligája | -            | 45+2'           |
| 48.          | 2018. szeptember 11. | Budapest, Groupama Aréna                  | Magyarország     | 2 – 1        | Görögország      | Nemzetek Ligája | -            | 69'             |
| 49.          | 2018. október 12.    | Athén, Olimpiai Stadion                   | Görögország      | 1 – 0        | Magyarország     | Nemzetek Ligája | -            |                 |
| 50.          | 2018. október 15.    | Tallinn, A. Le Coq Aréna                  | Észtország       | 3 – 3        | Magyarország     | Nemzetek Ligája | 2            | 54' 81'         |
| 51.          | 2018. november 15.   | Budapest, Groupama Aréna                  | Magyarország     | 2 – 0        | Észtország       | Nemzetek Ligája | 1            | 69' 76'         |
| 52.          | 2018. november 18.   | Budapest, Groupama Aréna                  | Magyarország     | 2 – 0        | Finnország       | Nemzetek Ligája | 1            | 29'             |
| 53.          | 2019. március 21.    | Nagyszombat, Anton Malatinský Stadion     | Szlovákia        | 2 – 0        | Magyarország     | Eb-selejtező    | -            |                 |
| 54.          | 2019. március 24.    | Budapest, Groupama Aréna                  | Magyarország     | 2 – 1        | Horvátország     | Eb-selejtező    | 1            | 34'             |
| 55.          | 2019. június 8.      | Baku, Olimpiai Stadion                    | Azerbajdzsán     | 1 – 3        | Magyarország     | Eb-selejtező    | -            |                 |
| 56.          | 2019. június 11.     | Budapest, Groupama Aréna                  | Magyarország     | 1 – 0        | Wales            | Eb-selejtező    | -            |                 |
| 57.          | 2019. szeptember 9.  | Budapest, Groupama Aréna                  | Magyarország     | 1 – 2        | Szlovákia        | Eb-selejtező    | -            | 53'             |
| 58.          | 2019. október 10.    | Split, Poljud Stadion                     | Horvátország     | 3 – 0        | Magyarország     | Eb-selejtező    | -            |                 |
| 59.          | 2019. október 13.    | Budapest, Groupama Aréna                  | Magyarország     | 1 – 0        | Azerbajdzsán     | Eb-selejtező    | -            |                 |
| 60.          | 2019. november 15.   | Budapest, Puskás Aréna                    | Magyarország     | 1 – 2        | Uruguay          | barátságos      | 1            | 24' 60'         |
| 61.          | 2019. november 19.   | Cardiff, Cardiff City Stadion             | Wales            | 2 – 0        | Magyarország     | Eb-selejtező    | -            |                 |
| 62.          | 2020. szeptember 3.  | Sivas, Sivas Arena                        | Törökország      | 0 – 1        | Magyarország     | Nemzetek Ligája | -            | 71'             |
| 63.          | 2020. szeptember 6.  | Budapest, Puskás Aréna                    | Magyarország     | 2 – 3        | Oroszország      | Nemzetek Ligája | -            | 67'             |
| 64.          | 2020. október 8.     | Szófia, Vaszil Levszki Nemzeti Stadion    | Bulgária         | 1 – 3        | Magyarország     | Eb-selejtező    | -            | 59'             |
| 65.          | 2020. október 11.    | Belgrád, Rajko Mitić Stadion              | Szerbia          | 0 – 1        | Magyarország     | Nemzetek Ligája | -            | 63'             |
| 66.          | 2020. október 14.    | Moszkva, VTB Aréna                        | Oroszország      | 0 – 0        | Magyarország     | Nemzetek Ligája | -            | 83'             |
| 67.          | 2020. november 12.   | Budapest, Puskás Aréna                    | Magyarország     | 2 – 1        | Izland           | Eb-selejtező    | -            | 84'             |
| 68.          | 2021. március 25.    | Budapest, Puskás Aréna                    | Magyarország     | 3 – 3        | Lengyelország    | vb-selejtező    | 1            | 53'             |
| 69.          | 2021. március 28.    | Serravalle, Stadio Olimpico               | San Marino       | 0 – 3        | Magyarország     | vb-selejtező    | 1            | 13' 85'         |
| 70.          | 2021. március 31.    | Andorra la Vella, Estadi Nacional         | Andorra          | 1 – 4        | Magyarország     | vb-selejtező    | -            |                 |
| 71.          | 2021. június 8.      | Budapest, Szusza Ferenc Stadion           | Magyarország     | 0 – 0        | Írország         | barátságos      | -            | 89'             |
| 72.          | 2021. június 15.     | Budapest, Puskás Aréna                    | Magyarország     | 0 – 3        | Portugália       | Eb-csoportkör   | -            |                 |
| 73.          | 2021. június 19.     | Budapest, Puskás Aréna                    | Magyarország     | 1 – 1        | Franciaország    | Eb-csoportkör   | -            | 26'             |
| 74.          | 2021. június 23.     | München, Allianz Arena                    | Németország      | 2 – 2        | Magyarország     | Eb-csoportkör   | 1            | 11' 64' 82'     |
| 75.          | 2021. szeptember 2.  | Budapest, Puskás Aréna                    | Magyarország     | 0 – 4        | Anglia           | vb-selejtező    | -            |                 |
| 76.          | 2021. szeptember 8.  | Budapest, Puskás Aréna                    | Magyarország     | 2 – 1        | Andorra          | vb-selejtező    | 1            | 9' 89'          |
| 77.          | 2021. november 12.   | Budapest, Puskás Aréna                    | Magyarország     | 4 – 0        | San Marino       | vb-selejtező    | -            |                 |
| 78.          | 2021. november 15.   | Varsó, Nemzeti Stadion                    | Lengyelország    | 1 – 2        | Magyarország     | vb-selejtező    | -            | 89'             |
| 79.          | 2022. március 24.    | Budapest, Puskás Aréna                    | Magyarország     | 0 – 1        | Szerbia          | barátságos      | -            | 70'             |
| 80.          | 2022. március 29.    | Belfast, Windsor Park                     | Észak-Írország   | 0 – 1        | Magyarország     | barátságos      | -            | 72'             |
| 81.          | 2022. június 4.      | Budapest, Puskás Aréna                    | Magyarország     | 1 – 0        | Anglia           | Nemzetek Ligája | -            |                 |
| 82.          | 2022. június 7.      | Cesena, Dino Manuzzi Stadion              | Olaszország      | 2 – 1        | Magyarország     | Nemzetek Ligája | -            | 87'             |
| 83.          | 2022. június 11.     | Budapest, Puskás Aréna                    | Magyarország     | 1 – 1        | Németország      | Nemzetek Ligája | -            | 69'             |
| 84.          | 2022. június 14.     | Wolverhampton, Molineux Stadion           | Anglia           | 0 – 4        | Magyarország     | Nemzetek Ligája | -            | 68'             |
| 85.          | 2022. szeptember 23. | Lipcse, Red Bull Arena                    | Németország      | 0 – 1        | Magyarország     | Nemzetek Ligája | 1            | 17' 40' 67'     |
| 86.          | 2022. szeptember 26. | Budapest, Puskás Aréna                    | Magyarország     | 0 – 2        | Olaszország      | Nemzetek Ligája | -            | 45+1' 75'       |
|              | Összesen             |                                           |                  | 86           | mérkőzés         |                 | 26           | gól             |

Jelmagyarázat:   = becserélve,   = lecserélve,  = gólt lőtt